# Crespy-le-Neuf
 Crespy-le-Neuf  es una población y comuna francesa, en la región de Champaña-Ardenas, departamento de Aube, en el distrito de Bar-sur-Aube y cantón de Soulaines-Dhuys.

## Demografía
| 191 | 161 | 124 | 130 | 139 | 146 |
| Para los censos de 1962 a 1999 la población legal corresponde a la población sin duplicidades (Fuente: INSEE [Consultar]) |     |     |     |     |     |